# OMDoc
OMDoc (Open Mathematical Documents) ist eine semantische Auszeichnungssprache für mathematische Dokumente. Während MathML nur mathematische Formeln darstellen kann und der verwandte OpenMath-Standard darüber hinaus nur „Content Dictionaries“ kennt, die Definitionen für in Formeln verwendete Symbole enthalten, deckt OMDoc die ganze Bandbreite geschriebener Mathematik ab.

## Umfang
OMDoc kennt mathematische Ausdrücke auf drei Ebenen:
ObjektebeneFormeln, geschrieben in Content MathML (die strukturorientierte Teilsprache von MathML), OpenMath oder Sprachen für formale Logik.
AussagenebeneDefinitionen, Sätze, Beweise, Beispiele und die Beziehungen zwischen ihnen (etwa „Dieser Beweis beweist jenen Satz.“)
TheorieebeneEine Theorie ist eine Menge kontextuell aufeinander bezogener Aussagen. Theorien können andere Theorien importieren und bilden somit einen Graphen. Als Sammlungen von Symboldefinitionen betrachtet, sind OMDoc-Theorien zu OpenMath Content Dictionaries kompatibel.
Auf jeder Ebene kann eine formale Syntax oder informale natürliche Sprache verwendet werden, abhängig von der Anwendung.

## Semantik und Präsentation
OMDoc ist eine semantische Auszeichnungssprache, in der man die Bedeutung von mathematischen Texten ausdrücken kann. Im Gegensatz etwa zu LaTeX ist es nicht in erster Linie auf Präsentation ausgerichtet. Ein OMDoc-Dokument muss nicht festlegen, wie sein Inhalt aussehen soll. Eine Konvertierung nach LaTeX oder XHTML (mit Formeln in Presentation MathML) ist jedoch möglich. Zu diesem Zweck kann die Notation von Symbolen definiert werden.

## Anwendungen
Heute wird OMDoc in den folgenden Bereichen verwendet:
E-LernenErstellung benutzerdefinierter Lehrbücher
DatenaustauschViele Theorembeweiser und Computeralgebrasysteme haben Import- und Exportfunktionen für OMDoc. OMDoc ist darüber hinaus als Kommunikationssprache zwischen mathematischen Webservices entworfen worden.
DokumentvorbereitungDokumente über Mathematik können in OMDoc vorbereitet und später in präsentationsorientierte Formate wie LaTeX oder XHTML+MathML exportiert werden.

## Geschichte
OMDoc wird seit 1998 von dem deutschen Mathematiker und Informatiker Michael Kohlhase entwickelt. Bisher sind folgende Versionen erschienen:
- 1.0 (November 2000)
- 1.1 (Dezember 2001)
- 1.2 (Juli 2006)

## Zukünftige Entwicklungen
Die Entwicklung einer OMDoc-basierten Infrastruktur für ein „Semantisches Web der Ingenieurs- und Naturwissenschaften“ ist geplant. Dazu wird OMDoc auf andere Wissenschaften als Mathematik ausgeweitet. Erstes Ergebnis ist PhysML, eine OMDoc-Variante, die in Richtung Physik erweitert ist.
Zur besseren Integration mit anderen Semantic-Web-Anwendungen befindet sich eine OWL-Ontologie von OMDoc in der Entwicklung, außerdem eine Exportfunktion nach RDF.